# Leniuchowo (ścieżka dźwiękowa)
LazyTown – ścieżka dźwiękowa serialu Leniuchowo, obejmująca piosenki z pierwszej serii.
Po sprzedaniu ponad 100.000 kopii, album zyskał status złotej płyty.

## Wersja amerykańska
1. Czołówka
2. Zrobić się da
3. Razem
4. Bundarara
5. Uwierz że
6. Do 20 licz
7. W Leniuchowie nie ma leniuchów (wersja wakacyjna)
8. Budź się
9. Czas gry
10. Jesteś piratem
11. Hau Hau Hau
12. Przyszedł czas by ciasto piec
13. Bądź leniem
14. Zrób to zrób
15. Energia
16. Bing Bang (Remix Adama Marano)

## Wersja brytyjska (zwykła)
1. Czołówka
2. W Leniuchowie nie ma leniuchów
3. Galaktyka
4. Cyberświat
5. Bądź leniem
6. Uwierz że
7. Życie pełne jest
8. Zrobić się da
9. Energia
10. Bundarara
11. Przyszedł czas by ciasto piec
12. Tajny agent zero
13. Razem
14. Mistrz kamuflażu
15. Jesteś piratem
16. To jest dobre
17. Czas gry
18. Budź się
19. Do 20 licz
20. Bing Bang

## Wersja brytyjska (specjalna)

### CD
Płyta zawiera te same piosenki co wersja zwykła + wszystkie w wersji karaoke + piosenkę Ach te święta.

### DVD
1. W Leniuchowie nie ma leniuchów
2. Uwierz że
3. Jesteś piratem
4. Razem
5. Bądź leniem
6. Zrobić się da
7. Energia
8. Przyszedł czas by ciasto piec
9. Bing Bang
10. Bing Bang (wersja rockowa)

Ponadto na DVD dostępna jest gra ze Sportacusem.

## Wersje zagraniczne
| Kraj              | Tytuł                | Data wydania     |
| ----------------- | -------------------- | ---------------- |
| Stany Zjednoczone | LazyTown             | 16 sierpnia 2005 |
| Islandia          | Líttu inn í Latabæ   | ??               |
| Niemcy            | Los geht's!          | ??               |
| Wielka Brytania   | LazyTown – The Album | 6 listopada 2006 |